# どつかれてアンダルシア (仮)
『どつかれてアンダルシア (仮)』（Muertos de risa）は、1999年のスペインのコメディ映画。アレックス・デ・ラ・イグレシア監督のブラック・コメディ。邦題は「（仮）」まで含めたものが正しい。

## ストーリー
1970年代初め、アンダルシア地方の場末の酒場で知り合ったやせ男のニノと、でぶ男のブルーノ。旅芸人一座に参加した初舞台で、ブルーノが緊張の余り一言もしゃべれないニノに喰らわせた平手打ちが大受けし、この『どつき漫才』で二人はスターダムにのし上がり、スペインの国民的人気者に。しかし、二人は互いに相手の才能への嫉妬と憎悪に駆り立てられ、関係は険悪化の一途を辿り、珍無類の謀略劇が続発する。

## キャスト
※括弧内は日本語吹替
- ニノ - サンティアゴ・セグーラ（青野武）
- ブルーノ - エル・グラン・ワイオミング（スペイン語版）（広川太一郎）
- フリアン - アレックス・アングロ（スペイン語版）（穂積隆信）
- ラウラ - カーラ・ヒダルゴ（スペイン語版）（唐沢潤）
- ティノ - エドゥアルド・ゴメス（スペイン語版）（納谷六朗）
- プロデューサー - アルファンソ・ルッソン（スペイン語版）（福田信昭）

日本語吹替版
- 演出：高桑慎一郎
- 翻訳：徐賀世子
- 制作：プロセンスタジオ

## 製作
1981年2月の23-F（軍事クーデター未遂）事件や、1992年のバルセロナオリンピックなど、現代スペインの歴史的出来事が、確執する主人公二人のストーリーの中に取り込まれている。
- 日本公開時の仮タイトル候補であったため「(仮)」をつけていたが正式に登録する際に(仮)を削除するのを失念してしまいそのまま使用することになった。